# Andrew Cunningham

Popiersie adm. Andrew Cunninghama na Trafalgar Square w Londynie

Andrew Browne Cunningham, 1. wicehrabia Cunningham of Hyundhope (ur. 7 stycznia 1883 w Dublinie, zm. 12 czerwca 1963 w Londynie) – brytyjski oficer Royal Navy, Admiral of the Fleet, podczas II wojny światowej dowódca Floty Śródziemnomorskiej (1939–1942), Pierwszy Lord Morski – naczelny dowódca Królewskiej Marynarki Wojennej i szef Sztabu Morskiego (1943–1946), Wysoki Komisarz Zgromadzenia Ogólnego Kościoła Szkocji (1950–1952), Lord Wielki Steward (1953).

## Kariera wojskowa

### Wczesna służba
Cunningham rozpoczął służbę w marynarce brytyjskiej (Royal Navy) w styczniu 1897, jako kadet w szkole marynarki Royal Naval College (HMS „Britannia”). Ok. 1899 uzyskał stopień midszypmana i służył na krążowniku HMS „Doris”. W 1900 służył w Brygadzie Morskiej na wojnie burskiej. W 1908, w stopniu kapitana marynarki, objął pierwsze dowództwo torpedowca No. 14. W 1911 objął dowództwo niszczyciela HMS „Scorpion”, którym dowodził do początku 1918, biorąc udział w walkach I wojny światowej na Morzu Śródziemnym, m.in. kampanii o Dardanele. Od 29 marca 1918 dowodził niszczycielem HMS „Termagant” na Morzu Północnym – w patrolu Dover i rajdach na Zeebrugge. Za służbę podczas I wojny światowej otrzymał liczne odznaczenia i wyróżnienia.
W 1920, w stopniu komandora, przewodniczył podkomisji C Międzyalianckiej Morskiej Komisji Kontroli. W latach 1922–1923 był dowódcą (Captain (D)) 6. Flotylli Niszczycieli, a w latach 1923–1924 – 1. Flotylli Niszczycieli. W latach 1926–1927 był szefem sztabu dowódcy Stacji Indii Zachodnich i Ameryki Północnej i dowódcą jego flagowego krążownika HMS „Calcutta”. W 1929 Cunningham ukończył kurs w Imperialnym Kolegium Obrony (HMS „President”) w Londynie. Od grudnia 1929 do 1930 był dowódca pancernika HMS „Rodney”. Zajmował następnie stanowiska lądowe, a w 1932 służył jako doradca morski króla, do września 1932, kiedy otrzymał awans na stopień kontradmirała. 
Od 1 stycznia 1934 do 1936 był dowódcą niszczycieli Floty Śródziemnomorskiej (Rear Admiral (D)), jego okrętem flagowym był krążownik HMS „Coventry”, a następnie „Galatea”. W 1937 odbył kurs techniczny starszych oficerów w Portsmouth. Od lipca 1937 do sierpnia 1938, w stopniu wiceadmirała, był dowódcą Eskadry Krążowników Liniowych Floty Śródziemnomorskiej na HMS „Hood” i zastępcą dowódcy tej Floty. Od października 1938 do maja 1939 ponownie pełnił funkcje sztabowe na lądzie, jako Lord Komisarz Admiralicji i zastępca szefa Sztabu Morskiego. 

### II wojna światowa
6 czerwca 1939 Andrew Cunningham objął dowodzenie Flotą Śródziemnomorską, którą dowodził w pierwszej połowie II wojny światowej, do marca 1942. Flota ta operowała na obszarze wschodniego i środkowego Morza Śródziemnego. Pod jego dowództwem flota ta zaangażowana była w ciężkie walki lotniczo-morskie i przeprowadziła m.in. ataku na Tarent w 1940 i pokonała siły włoskie w bitwie koło przylądka Matapan. W 1940 z powodzeniem wynegocjował zasady internowania francuskiej floty przebywającej w Aleksandrii.
W kwietniu 1942 został wysłany jako przewodniczący brytyjskiej delegacji do USA. Od 1 listopada 1942 do 20 lutego 1943 był dowódcą Morskich Sił Ekspedycyjnych obszaru Afryki Północnej i Morza Śródziemnego. Od 20 lutego 1943 do 15 października 1943 ponownie był dowódcą Floty Śródziemnomorskiej.
Od 15 października 1943 do maja 1946 zajmował stanowisko Pierwszego Lorda Morskiego - głównodowodzącego marynarki brytyjskiej i szefa Sztabu Morskiego.
11 czerwca 1942 otrzymał tytuł 1. baroneta, 17 sierpnia 1945 – 1. barona Kirkhope, a 1 stycznia 1946 – 1. wicehrabiego Hyndhope.

### Awanse[1]
- Midshipman (midszypmen) – 1899 (prawdopodobnie)
- Acting Sub-Lieutenant (tymczasowy porucznik marynarki lub podporucznik marynarki) – 7 stycznia 1902 (prawdopodobnie)
- Sub-Lieutenant (porucznik marynarki) – 27 marca 1903, ze starszeństwem od 7 stycznia 1902
- Lieutenant (kapitan marynarki) – 31 marca 1904
- Commander (komandor porucznik) – 30 czerwca 1915
- Captain (komandor) – 31 grudnia 1919
- Commodore 2nd class (komodor) – 06 lipca 1931
- Rear-Admiral (kontradmirał) – 24 września 1932
- Vice-Admiral (wiceadmirał) – 22 lipca 1936
- Admiral (admirał) – 03 stycznia 1941
- Admiral of the Fleet (admirał floty) – 21 stycznia 1943

## Okres powojenny
W 1946 odszedł w stan spoczynku. W latach 1950–1952 Wysoki Komisarz (en Lord High Commissioner) Zgromadzenia Ogólnego Kościoła Szkocji. 2 czerwca 1953, podczas koronacji królowej Elżbiety II sprawował urząd Lorda Wielkiego Stewarda.
Opublikował wspomnienia A sailor's odyssey (Odyseja żeglarza) (1951).

## Ordery i odznaczenia
- Order Ostu (KT) (1 stycznia 1945)
- Krzyż Wielki Orderu Łaźni (GCB) (11 marca 1941 za działania na Bliskim Wschodzie)
- Krzyż Komandorski z Gwiazdą Orderu Łaźni (KCB) (2 stycznia 1939)
- Krzyż Komandorski Orderu Łaźni (CB) (4 czerwca 1934)
- Order Zasługi (OM) (13 czerwca 1946)
- Distinguished Service Order (DSO with Two Bars) (8 marca 1920 za działania na Bałtyku)
- Distinguished Service Order (DSO with Bar) (20 lutego 1919 za działania w składzie patrolu Dover)
- Distinguished Service Order (DSO) (14 marca 1916 za operacje w Dardanelach)
- Krzyż Wojenny 1940-1945 (Belgia)
- Specjalny Wielki Sznur Orderu Chmury i Sztandaru (24 czerwca 1947, Chiny)
- Komandor Orderu Legii Honorowej (Commandeur Légion d'honneur, Francja)
- Krzyż Wojenny 1939-1945 (Croix de Guerre 1939-1945, Francja)
- Medal Wojskowy (Médaille militaire, Francja)
- Krzyż Wielki Orderu Jerzego I (15 kwietnia 1947, Grecja)
- Medal Zasługi Wojskowej I klasy (11 listopada 1941, Grecja)
- Krzyż Wielki Orderu Lwa Niderlandzkiego (25 listopada 1947, Holandia)
- Wielki Oficer Orderu Alawitów (Maroko)
- Wielka Wstęga Orderu Sławy (Tunezja)
- Chief Commander Legii Zasługi (Chief Commander Legion of Merit, 25 września 1943, USA)
- Medal Marynarki Wojennej za Wybitną Służbę (2 lipca 1946, USA)
- Medal Sił Lądowych za Wybitną Służbę (USA)
- European-African-Middle Eastern Campaign Medal
- Pochwały 16 sierpnia 1915 za operacje w Dardanelach i 14 marca 1916 za bitwę pod Gallipoli
- Wymieniony w raportach (Mentioned in Despatches, MID) 17 listopada 1942 za działania na Bliskim Wschodzie lipiec–październik 1941 i 20 kwietnia 1943 za operację Torch